# Голямо врабче
Голямо врабче (Passer motitensis) е вид птица от семейство Врабчови (Passeridae).

## Разпространение
Видът е разпространен в Ангола, Ботсвана, Зимбабве, Намибия и Южна Африка.